# Дом учёных (Пермь)
Дом учёных (Комсомольский проспект, 49) — архитектурный памятник г. Перми. Построенный в 1954 году по проекту архитектора Д. Я. Рудника, он стал первым жилым домом для научных работников высших учебных заведений города.

## История и специфика
В 1930–1940 название «Дом учёных» ассоциировалось в Перми с домом по ул. Сибирская, 26 (рядом с корпусом педагогического института). Позже оно перешло к другому зданию — на Комсомольском проспекте, 49.
Распоряжение о строительстве этого здания было принято ещё в конце 1940-х годов. На тот момент таких домов было всего четыре на всю страну, а на его проекте стояла личная подпись Сталина. Он был построен в период с 1948 по 1955 год по проекту архитектора Молотовгорпроект Д. Я. Рудника. Сданная часть дома была принята государственной комиссией 22 ноября 1954 года. В 1955 году закончено строительство жилого дома научных работников.
Здание, П-образное в плане, курдонёром обращенное на проспект, запоминалось прежде всего угловыми башенками, богатой пластикой фасадов, эркерами.

Фасад дома удивлял и радовал глаз: он был роскошен и прост, основателен и изящен, избыточен и лаконичен. Архитектурные детали в виде лепных гирлянд, украшавших дом по верхнему периметру, вписывались в общий ансамбль. Все последующие застройки улицы уступали этому дому, потому что они просто воздвигались, а он царил. У него было целое, подчинившее себе все мелочи, частности, детали.

«Дом учёных» в начале 1960-х

В Доме учёных жили многие известные деятели науки Пермского университета: ректоры А. И. Букирев, Ф. С. Горовой, работники ректората Н. А. Игнатьев, В. В. Кузнецов, В. Ф. Усть-Качкинцев, И. И. Лапкин, П. Я. Мартынов, И. Н. Мерзляков, деканы К. И. Мочалов, А. К. Маловичко, А. В. Рыбин, И. С. Сандлер, заведующие кафедрами и ведущие профессора И. Г. Шапошников, Г. З. Гершуни, Е. Ф. Журавлёв, С. И. Мельник, Г. А. Максимович, П. А. Софроницкий, Б. К. Матвеев, В. А. Танаевский, П. Н. Чирвинский, Л. И. Волковыский, Д. Е. Харитонов, М. Н. Полукаров, Л. Е. Кертман, А. А. Ушаков, Б. А. Чазов, Р. В. Комина, В. В. Орлов, доценты А. А. Волков, П. И. Хитров, И. А. Малеев, Е. А. Голованова, Е. И. Коваленко, Е. О. Преображенская, Н. М. Паршукова, С. Я. Фрадкина, З. В. Станкеева.
В Доме учёных жили ректор медицинского института Е. А. Вагнер, ректор политехнического института М. Н. Дедюкин, работники обкома партии И. И. Быкова, Н. К. Масалкин, писатель, сценарист Б. Л. Зиф и др.
Здание «Дома учёных» было принято под охрану государства 20 мая 1993 года как памятник архитектуры и градостроительства регионального значения решением Малого Совета Пермского Облсовета «о постановке на учёт памятников истории и культуры» № 683.
Упоминания о Доме учёных, его описания встречаются в произведениях пермских писателей: Нины Васильевой, Бэлы Зиф и др.

### Видео
- Рифа П. Какие тайны скрывает профессорский дом // ТВ Ветта, 2010